# Bankier van het verzet
Bankier van het verzet (The Resistance Banker en anglès, i literalment El banquer de la resistència en català) és una pel·lícula dramàtica neerlandesa de 2018 ambientada en la Segona Guerra Mundial dirigida per Joram Lürsen. La pel·lícula està basada en la vida del banquer Walraven van Hall, que va finançar la resistència neerlandesa durant la Segona Guerra Mundial. Ha estat la pel·lícula neerlandesa més vista de 2018 i va ser nominada a onze vedelles d'or, el guardons de cinema neerlandès, i va ser la primera en rebre'n tantes. Va guanyar-ne quatre, entre els quals el de millor pel·lícula i millor actor. La pel·lícula va ser seleccionada com la candidata neerlandesa a millor pel·lícula estrangera a la 91a edició dels Premis Oscar, però no va ser nominada.

## Argument
Bankier van het verzet està basada en la història real del banc neerlandès Walraven van Hall (Barry Atsma), un home que, mentre veu l'Holocaust i l'ocupació nazi de la seva pàtria, decideix finançar la resistència neerlandesa amb la creació d'un banc fantasma. Walraven van Hall fa servir un fons de caritat d'ajuda als mariners neerlandesos a l'estranger a causa de la guerra per a rentar diners cap el seu banc fantasma. Mentre la guerra continua, les necessitat de la resistència augmenten. Els líders nazis estan a punt d'atrapar-lo. Van Hall decideix falsificar bons de guerra, els canvia d'amagat per bons reals en un banc important, i després els cobra en metàl·lic al mateix banc.

## Repartiment
- Barry Atsma com a Walraven van Hall
- Jacob Derwig com a Gijs van Hall
- Pierre Bokma com a Meinoud Rost van Tonningen
- Fockeline Ouwerkerk com a Tilly van Hall
- Raymond Thiry com a Van den Berg

## Recepció
Bankier van het verzet va recaptar 4 milions de dòlars als Països Baixos.